# 項它
項 它 / 項 他 / 項 佗（こう た、? - 紀元前198年）は、秦末から前漢初期にかけての武将。項羽の従兄の子にあたる。

## 生涯
項羽の従兄の子にあたる。
二世元年（紀元前209年）9月、項羽の叔父にあたる項梁は、項羽とともに会稽郡守にあたる殷通を殺害し、項梁は会稽郡守となる。
二世二年（紀元前208年）端月（1月）、項梁は、張楚王の陳勝（すでに死去）の使いを偽った召平によって張楚の上柱国に任命される。項梁はこれを受けて、8,000の精兵を率いて出兵する。『史記』や『漢書』には明確な記述はないが、項它も項梁の決起に参加し、項梁の出兵に従っていたと考えられる。
同年4月、魏の都である臨済が秦の章邯に攻められ、魏に危急が迫ると、魏王の魏咎は周巿を派遣して、援軍を楚に請うてきた。項梁は項它を派遣して援軍として魏に送った。項它は周巿と斉の将である田巴とともに章邯と戦ったが、敗北し、周巿は戦死した。
高祖元年（紀元前206年）12月、項羽は秦を滅ぼし、西楚の覇王を名乗る。
同年8月、漢王となった劉邦が関中に侵攻し、楚漢戦争が勃発する。
高祖2年（紀元前205年）3月頃、魏国の相に任じられていた項它は項羽の将であった龍且とともに、漢軍の曹参・灌嬰と定陶やその南で戦うが、敗北する。
同年8月、魏の王である魏豹の歩卒将（歩兵を率いる武将）となるが、酈食其から項它の名を聞いた劉邦からは、「（漢軍の歩兵を率いる）曹参に対抗することはできまい。私が心配することはない」と評される。
同年9月、魏軍は漢軍を率いる韓信・曹参・灌嬰によって敗北し、魏豹は捕らえられ、魏の土地は漢によって平定される。
高祖3年（紀元前204年）10月頃、韓信が斉王の田広とその相の田横を打ち破り、斉を攻略して、楚を攻撃しようとしていたため、項它は項羽によって大将となり、龍且を裨將（副将）として、斉の救援に赴く。同年11月、韓信によって、龍且は打ち破られ、戦死する。韓信は成陽まで追撃して、田広を捕らえた。
高祖4年（紀元前203年）2月、斉を平定した韓信は斉王を名乗ると、灌嬰に楚を攻撃させた。灌嬰が広陵まで着くと、項羽は、項声・薛公・郯公に淮水の北にある土地を取り返すために派遣した。灌嬰はまた北上して、淮水を渡り、下邳において、項声と郯公を破り、薛公を討ち取り、下邳を降した。灌嬰は平陽において、楚軍の騎兵を破り、彭城を降した。楚の柱国に任じられていた項它も捕虜となった。留・薛・沛・酇・蕭・相の諸県も劉邦側に降伏した。
高祖5年（紀元前202年）12月、項羽は垓下において敗北し、烏江にて自害する。
同年2月、劉邦は漢王の号を改め、定陶において漢の皇帝に即位する。
高祖6年（紀元前201年）、項它は漢の碭郡郡守に任じられ、この時から劉邦に従うこととなる。
同年正月、同族の項伯・項襄・玄武侯（名は不明）らとともに、劉氏の姓を賜り、『劉它』と改姓する。
高祖7年（紀元前201年）10月、劉它の功績は戴侯となった彭祖に匹敵するものであり、功第（漢王朝創設における功労序列）は121位にあたると評価される。平皋侯となり、580戸を漢から与えられた。
高祖10年（紀元前198年）、死去する。劉它は『煬侯』と贈り名された。

## 子孫
恵帝5年（紀元前190年）、劉它の子にあたる劉遠（項遠）が平皋侯となった。劉遠は、恵帝14年（紀元前181年）に死去する。劉遠は、『共侯』と贈り名された。
景帝元年（紀元前156年）、劉它の孫にあたる劉光が平皋侯となった。劉光は、景帝16年（紀元前141年）に死去する。劉光は、『節侯』と贈り名された。
建元元年（紀元前140年）、劉它のひ孫にあたる劉侯勝が平皋侯となった。元鼎5年（紀元前112年）、酎金律に反した罪により、平皋侯は除かれた。
元康4年（紀元前62年）、劉它の玄孫の孫（六代後の子孫）である劉勝は長安に住み、簪裊 の爵位を受けていた。
詔により、劉勝は劉它の家の祭祀の継承を認められ、賦役が免除された。